# Boxberger (Adelsgeschlecht)

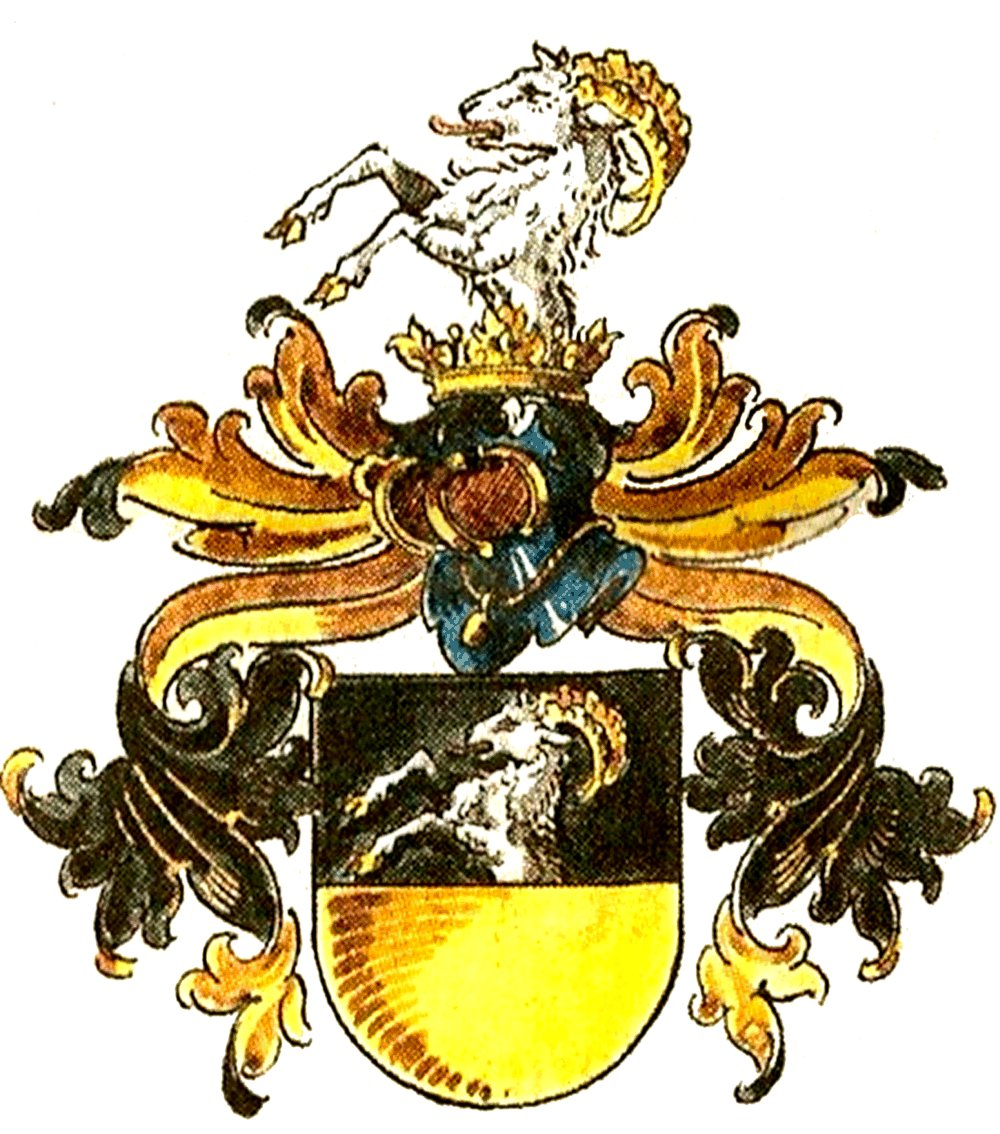
Wappen von 1569 der
Familie von Boxberger

Boxberger und Boxberg ist der Name eines ursprünglich fränkischen Adelsgeschlechts, dessen Stammreihe mit Dietrich Bocksperg um 1450 begann.

## Adelserhebungen
- Kaiserlicher Wappenbrief am 6. Juni 1465 in Neustadt für Heinrich Bocksperg, Pronotar der Grafen von Hohenlohe-Neuenstein aus Öhringen
- Rittermäßiger Reichsadelsstand mit Wappenbesserung am 5. August 1569 in Wien für die Brüder Georg, Martin, Wilhelm, Sebastian, Johann und Valentin Boxberger (auch Bocksperger).

Im Lauf der Jahrhunderte, in denen vom verliehenen Adelsstand allerdings kein Gebrauch gemacht wurde, teilte sich die fränkische Familie in zwei bzw. drei eigenständige Linien auf:

### Boxberger (Franken)
Als Stammvater der fränkischen Linie gilt Martin Bocksperger (* 1539).
- Reichsadelsbestätigung am 22. Juni 1774 in Wien für Balthasar Boxberger, fürstlich fuldaischer Oberstr.einnehmer, Assessor und Regierungsregistrator.
- Bayerische Adelserneuerung und erblicher Ritterstand am 12. Oktober 1913 in Berchtesgaden für Georg Boxberger, praktischer Arzt in Frankfurt am Main und Bad Kissingen; Immatrikulation im Königreich Bayern bei der Ritterklasse am 4. November 1913 für denselben. Sein direkter Vorfahr war der Kissinger Apotheker Georg Anton Boxberger.

### Boxberg (Österreich)
Als Stammvater der österreichischen Linie gilt Wilhelm Bocksperger (1542–1608) aus Königshofen, später Nürnberg, heiratete dort in erster Ehe Catharina Lindner, die ein Jahr später im Kindbett verstarb. Erst am 22. Mai 1590 heiratete er zum zweiten Mal Ursula Rosenhardt genannt Glockengießer, mit welcher er 6 Kinder zeugte, die alle in Nürnberg getauft wurden. (Siehe seine erhaltene Leichenpredigt, ein Porträt, daraus abgeleitet ein Kupferstich, Merkelsche Sammlung Nürnberg und Johannisfriedhof Nürnberg.)
- entstammt der Linie Untersachsenberg/Vogtland (vgl. Boxberg (Sachsen))
- die nach Österreich ausgewanderten von Boxberg dienten in der k.u.k. Armee als Offiziere, wie Ernst Karl Frhr. von Boxberg 1821–89 als General und Gestütskommandant

- Friedrich Karl Freiherr 1788–1866, als Generalmajor
- Friedrich Ladislaus Freiherr von Boxberg, 1854–1922 als Generalmajor
- Karlö Ludwig Freiherr von Boxberg, 1818–1906 als General der Kavallerie

- Österreichische Bewilligung, sich des bisher geführten Freiherrentitels als eines österreichischen zu bedienen, am 29. Dezember 1903 in Wien mit Diplom vom 6. März 1907 für den k.u.k. Oberstleutnant Friedrich Freiherr von Boxberg.

### Boxberg (Sachsen)
Die Zugehörigkeit zur oben genannten gleichnamigen Familie konnte nachgewiesen werden. Als Stammvater der sächsischen Linie gilt Wilhelmm Boxberger (1542–1608). Dieser betrieb von Nürnberg aus Bergbau in Graslitz im böhmischen Teil des Erzgebirges. Seine Söhne wechselten in der Zeit der Gegenreformation in das nahe Kurfürstentum Sachsen und gründeten den Ort Klingenthal und Untersachsenberg und stifteten 1635 die erste evangelisch-lutherische Kirche zu Klingenthal.
Die Linie Untersachsenberg begründete später den ausgewanderten Zweig in Österreich-Ungarn (Wien).
Angehörige waren und sind unter anderen:
- Albrecht von Boxberg (1913–1985), deutscher Offizier, zuletzt Oberst
- Emmerich Cherubin Ladislaus (Baron von) Boxberg (1893–1959)
- Friedrich (Baron von) Boxberg (1928–2012)
- Alexander Felix Emmerich Michael Amadeus (Baron von) Boxberg (* 1958)
- Ida von Boxberg (1806–1893), wurde die erste Archäologin Sachsens[1]
- Friedrich von Boxberg (1816–1871), Bruder der Ida, kaufte Schloss und Gut Zschorna b. Radeburg
- Ottomar Robert von Boxberg (1811–1884), Bruder des Friedrich, kaufte das Gut Großwelka
- Kurt von Boxberg (1846–1913), sächsischer Kammerherr, Major zur Disposition und Rittergutsbesitzer, Sohn des Vorigen
- Georg von Boxberg (1902–1945), deren Vetter erbte 1902 das Gut Rehnsdorf b. Kamenz
- Ferdinand von Boxberg (* 1944), Psychoanalytiker (IPV/DPV)
- Bertram von Boxberg, (* 1957), Regisseur, Drehbuchschreiber und Schauspieler[2]

## Wappen
- 1465: In Gold auf grünem Dreiberg ein schwarzer Steinbock. Auf dem Helm mit schwarz-goldenen Decken der Bock wachsend.
- 1569: Geteilt, oben in Schwarz ein wachsender gold-bewehrter silberner Bock, unten Gold ohne Bild. Der Helm wie beim Wappen von 1465.

## Namensträger
in historischer Reihenfolge
- Valentin Boxberger (1539–1596), fränkischer Hofbeamter des letzten gefürsteten Grafen von Henneberg und kurfürstlich sächsischer Landrichter
- Hans Wilhelm von Boxberg (1593–1638), Nürnberger Kaufmann, böhmischer Bergwerksunternehmer und Berghauptmann; Vater von Christoph Carl
- Georg Anton Boxberger (1679–1765), fränkischer Apotheker, Stammvater der bedeutenden Apothekerfamilie in Bad Kissingen
- Ida von Boxberg (1806–1893), erste Archäologin Sachsens
- Leo von Boxberger (1879–1950), Jurist, Autor und Ornithologe
- Christoph Carl von Boxberg (1629–1699), sächsischer Bergrat und Berghauptmann
- Alfred von Boxberg (1841–1896), Jurist, Geh. Staatsrat in Sachsen-Weimar
- Georg Anton Ritter von Boxberger (1876–1914), Arzt, Marinestabsarzt
- Christoph von Boxberg (1879–1966), Porträtmaler
- Bertram von Boxberg (* 1957), deutscher Regisseur, Drehbuchschreiber und Schauspieler